# Eglingen
Eglingen là một xã thuộc tỉnh Haut-Rhin trong vùng Grand Est, đồng bắc Pháp. Xã này có diện tích 3,72 km², dân số năm 1999 là 317 người. Khu vực này có độ cao trung bình 290 mét trên mực nước biển.